# Liste der Kulturdenkmäler in Espenau
Die folgende Liste enthält die in der Denkmaltopographie ausgewiesenen Kulturdenkmäler auf dem Gebiet  der  Stadt Espenau, Werra-Meißner-Kreis, Hessen.
Hinweis: Die Reihenfolge der Denkmäler in dieser Liste orientiert sich zunächst an Stadtteilen und anschließend der Anschrift, alternativ ist sie auch nach der Bezeichnung oder der Bauzeit sortierbar.
Kulturdenkmäler werden fortlaufend im Denkmalverzeichnis des Landes Hessen durch das Landesamt für Denkmalpflege Hessen auf Basis des Hessischen Denkmalschutzgesetzes (HDSchG) geführt. Die Schutzwürdigkeit eines Kulturdenkmals hängt nicht von der Eintragung in das Denkmalverzeichnis des Landes Hessen oder der Veröffentlichung in der Denkmaltopographie ab.

## Hohenkirchen
| Bild                                        | Bezeichnung                                 | Lage                           | Beschreibung                       | Bauzeit | Daten |
| ------------------------------------------- | ------------------------------------------- | ------------------------------ | ---------------------------------- | ------- | ----- |
| Gesamtanlage Hohenkirchen                   | Gesamtanlage Hohenkirchen                   | Lage                           | Dorfkern und erste Ortserweiterung |         |       |
| Evangelische Filialkirche                   | Evangelische Filialkirche                   | Lage                           |                                    |         |       |
| Bild gesucht BW                             | Pfarrhaus                                   | Am Kirchberg 3 Lage            |                                    |         |       |
| Bild gesucht BW                             | Fachwerkhaus Am Kirchberg 4                 | Am Kirchberg 4 Lage            |                                    |         |       |
| Bild gesucht BW                             | Flurquerdielenhaus Am Kirchberg 7           | Am Kirchberg 7 Lage            |                                    |         |       |
| Bild gesucht BW                             | Wohnwirtschaftsgebäude Am Kirchberg 13      | Am Kirchberg 13 Lage           |                                    |         |       |
| Wohnhaus Grebensteiner Straße 3             | Wohnhaus Grebensteiner Straße 3             | Grebensteiner Straße 3 Lage    |                                    |         |       |
| Fachwerkhaus Holzhäuser Straße 1            | Fachwerkhaus Holzhäuser Straße 1            | Holzhäuser Straße 1 Lage       |                                    |         |       |
| Flurquerdielenhaus Holzhäuser Straße 2      | Flurquerdielenhaus Holzhäuser Straße 2      | Holzhäuser Straße 2 Lage       |                                    |         |       |
| Flurquerdielenhaus Holzhäuser Straße 3      | Flurquerdielenhaus Holzhäuser Straße 3      | Holzhäuser Straße 3 Lage       |                                    |         |       |
| Flurquerdielenhaus Holzhäuser Straße 14     | Flurquerdielenhaus Holzhäuser Straße 14     | Holzhäuser Straße 14 Lage      |                                    |         |       |
| Bild gesucht BW                             | Fachwerkhaus Im Ort 6                       | Im Ort 6 Lage                  |                                    |         |       |
| Bild gesucht BW                             | Fachwerkwohnhaus Im Ort 9                   | Im Ort 9 Lage                  |                                    |         |       |
| Bild gesucht BW                             | Fachwerkhaus Im Ort 11                      | Im Ort 11 Lage                 |                                    |         |       |
| Backsteinwohnhaus Kasseler Straße 6         | Backsteinwohnhaus Kasseler Straße 6         | Kasseler Straße 6 Lage         |                                    |         |       |
| Haupthaus einer Hofanlage Kasseler Straße 7 | Haupthaus einer Hofanlage Kasseler Straße 7 | Kasseler Straße 7 Lage         |                                    |         |       |
| Fachwerkhaus Kasseler Straße 8              | Fachwerkhaus Kasseler Straße 8              | Kasseler Straße 8 Lage         |                                    |         |       |
| Fachwerkhaus Kasseler Straße 9              | Fachwerkhaus Kasseler Straße 9              | Kasseler Straße 9 Lage         |                                    |         |       |
| Flurquerdielenhaus Kasseler Straße 11       | Flurquerdielenhaus Kasseler Straße 11       | Kasseler Straße 11 Lage        |                                    |         |       |
| Wohnwirtschaftsgebäude Kasseler Straße 13   | Wohnwirtschaftsgebäude Kasseler Straße 13   | Kasseler Straße 13 Lage        |                                    |         |       |
| Flurquerdielenhaus Kasseler Straße 17       | Flurquerdielenhaus Kasseler Straße 17       | Kasseler Straße 17 Lage        |                                    |         |       |
| Wirtschaftsgebäude Kasseler Straße 20       | Wirtschaftsgebäude Kasseler Straße 20       | Kasseler Straße 20 Lage        |                                    |         |       |
| Flurquerdielenhaus Kasseler Straße 22       | Flurquerdielenhaus Kasseler Straße 22       | Kasseler Straße 22 Lage        |                                    |         |       |
| Fachwerkhaus Kasseler Straße 24             | Fachwerkhaus Kasseler Straße 24             | Kasseler Straße 24 Lage        |                                    |         |       |
| Flurquerdielenhaus Steinweg 1               | Flurquerdielenhaus Steinweg 1               | Steinweg 1 Lage                |                                    |         |       |
| Bild gesucht BW                             | Flurquerdielenhaus Steinweg 2               | Steinweg 2 Lage                |                                    |         |       |
| Fachwerkhaus Steinweg 3                     | Fachwerkhaus Steinweg 3                     | Steinweg 3 Lage                |                                    |         |       |
| Bild gesucht BW                             | Wohnhaus Steinweg 4                         | Steinweg 4 Lage                |                                    |         |       |
| Fachwerkhaus Steinweg 5                     | Fachwerkhaus Steinweg 5                     | Steinweg 5 Lage                |                                    |         |       |
| Wohnhaus Steinweg 9 + 9a                    | Wohnhaus Steinweg 9 + 9a                    | Steinweg 9 + 9a Lage           |                                    |         |       |
| Bild gesucht BW                             | Gesamtanlage Im Dörfchen                    | Lage                           |                                    |         |       |
| Bild gesucht BW                             | Haupthaus einer Hofanlage Erlenweg 1        | Erlenweg 1 Lage                |                                    |         |       |
| Wohnhaus Frankenhäuser Weg 2                | Wohnhaus Frankenhäuser Weg 2                | Frankenhäuser Weg 2 Lage       |                                    |         |       |
| Doppelwohnhaus Frankenhäuser Weg 3 und 5    | Doppelwohnhaus Frankenhäuser Weg 3 und 5    | Frankenhäuser Weg 3 und 5 Lage |                                    |         |       |
| Bild gesucht BW                             | Wohnhaus Immenhäuser Straße 5               | Immenhäuser Straße 5 Lage      |                                    |         |       |
| Bild gesucht BW                             | Hofanlage Immenhäuser Straße 7              | Immenhäuser Straße 7 Lage      |                                    |         |       |
| Bild gesucht BW                             | Fachwerkwohnhaus Neues Dörfchen 1           | Neues Dörfchen 1 Lage          |                                    |         |       |
| Bild gesucht BW                             | Wohnwirtschaftsgebäude Querweg 3            | Querweg 3 Lage                 |                                    |         |       |
| Bild gesucht BW                             | Fachwerkwohnhaus Querweg 6                  | Querweg 6 Lage                 |                                    |         |       |

## Mönchehof
| Bild                     | Bezeichnung                             | Lage                                | Beschreibung                                                    | Bauzeit | Daten |
| ------------------------ | --------------------------------------- | ----------------------------------- | --------------------------------------------------------------- | ------- | ----- |
| Bild gesucht BW          | Wohnhaus Hermann-Gmeiner-Straße 5 und 7 | Hermann-Gmeiner-Straße 5 und 7 Lage | in der Denkmaltopographie als Bahnhofstraße 8 und 10 bezeichnet |         |       |
| Bild gesucht BW          | Evangelische Filialkirche               | Bahnhofstraße 25 Lage               |                                                                 |         |       |
| Putzbau Bahnhofstraße 45 | Putzbau Bahnhofstraße 45                | Bahnhofstraße 45 Lage               |                                                                 |         |       |
| Bild gesucht BW          | Fabrikfassade Hohenkirchener Straße 1 A | Hohenkirchener Straße 1 A Lage      |                                                                 |         |       |
| Bild gesucht BW          | Fachwerkhaus Obervellmarer Weg 6        | Obervellmarer Weg 6 Lage            |                                                                 |         |       |
| Bild gesucht BW          | Wohnwirtschaftsgebäude Weimarer Weg 1   | Weimarer Weg 1 Lage                 |                                                                 |         |       |